# Texas
 For alternative betydninger, se Texas (flertydig). (Se også artikler, som begynder med Texas)
Texas er en delstat i den sydlige del af USA. Hovedstaden er Austin. Af andre vigtige byer kan nævnes Houston og Dallas. Delstaten grænser op til New Mexico og Mexico i vest, Oklahoma i nord samt Louisiana og Arkansas i øst. Texas  har omkring 29.145.505(2020) indbyggere.
I 1870'erne og 1880'erne blev indianerstammerne fordrevet med magt, og udbygningen af jernbanen banede vej for nybyggerne. Kvægdriften fik et opsving og skabte myten om Texas som den virkelige "Vilde Vesten"-stat. I begyndelsen af 1900-tallet fik olien stor betydning, og Houston og Dallas blev på den tid regnet som to af de mest velstående byer i verden.
I Dallas blev præsident John F. Kennedy skudt og dræbt den 22. november 1963. 
USA's tidligere præsident, George W. Bush, var guvernør i delstaten Texas fra 8. november 1994 til 21. december 2000, inden han en måned senere blev indsat som USA's 43. præsident.

## Historie
Den fremtidige delstat hørte under Mexico i årene fra 1821 til 1836 og var herefter en selvstændig republik, Republikken Texas, frem til 29. december 1845, hvor den blev USA's 28. delstat.
Oprindelige amerikanere, som har beboet Texas, omfatter Apache, Atakapan, Bidai, Caddo, Comanche, Cherokee, Kiowa, tonkawa, Wichita og Karankawa. I dag er der tre føderalt anerkendte indianerstammer med tilhørsforhold til Texas: Alabama-Coushatta Tribe of Texas, Kickapoo Traditional Tribe of Texas og Ysleta Del Sur Pueblo of Texas. 
I 1543 opdagede Luis de Moscoso olie i det nuværende Texas. Da de første spanske opdagelsesrejsende ankom, var området kun tyndt befolket af forskellige indianerstammer. Mellem 1720–1722 blev området besat af Markis de Aguayo på grund af Spaniens frygt for, at Frankrig skulle lægge beslag på territoriet.
I 1803 gjorde USA krav på området i forbindelse med Louisiana-købet, men området forblev spansk. I 1820'erne begyndte området at blive befolket af amerikanske farmere, som bosatte sig der. I 1833 gjorde texanerne oprør og erklærede sig uafhængige. I marts 1836 stormede mexicanske styrker under ledelse af Antonio López de Santa Anna fortet Alamo, og næsten 200 amerikanere mistede livet. Blandt de dræbte var oberst Jim Bowie og kongresmanden Davy Crockett. I april samme år besejrede Sam Houston mexicanerne i Slaget ved San Jacinto, og Antonio López de Santa Anna blev taget som krigsfange. Dette førte til, at en egen uafhængig stat, Republikken Texas, blev oprettet, og den kom til at bestå i næsten ti år. Den 12. oktober 1838 trak Republikken Texas sin ansøgning om at blive en del af USA, men den 12. april 1844 blev Texas et territorium i USA, og den 23. juni 1845 godkendte Texas USA's anneksion, hvilket førte til et spændt forhold til Mexico.
I december 1845 blev Texas USA's 28. delstat. USA og Mexico undertegnede Guadelupe Hidalgotraktaten i 1848, som indebar, at Mexico måtte afstå alt land nord for Rio Grande. Mexico fik 18 millioner dollar i kompensation og anerkendte Texas som en del af USA. I januar 1861 trådte Texas ud af Unionen og gik ind i Amerikas Konfødererede Stater og i 1870 blev Texas igen optaget i Unionen.

## Politik
Republikaneren Greg Abbott har været Texas' guvernør siden januar 2015. I USA's Senat er Texas repræsenteret ved to republikanske medlemmer. I Repræsentanternes Hus har Texas 25 republikanske og 11 demokratiske medlemmer. Texas' lovgivende forsamling består af to kamre; Repræsentanternes Hus i Texas har 150 medlemmer, mens Texas' Senat har 31 medlemmer.
Texas er den delstat i USA, hvor der eksekveres flest dødsdomme. Delstaten var den første til at indføre 'dødssprøjten', det skete i 1977. I 2008 henrettede de 17 personer, hvor Virginia med næstflest henrettede 4 af de i alt 37 personer, som blev henrettet i USA det år. Tidligere præsident George W. Bush beordrede i de godt 5 år, han var guvernør (1994→2000), i alt 152 henrettelser gennemført. Texas har stået for over 36 % af samtlige henrettelser i USA, siden dødsstraffen blev genindført i 1976.

## Geografi
Texas, også kaldet The Lonestar State, er med sine 695.622 km² den næststørste delstat i USA efter Alaska. Den største amerikanske militærbase Fort Hood ligger i Texas i Killeen, det højeste punkt er Guadalupe Peak, der rager 2.667 m over havets overflade, og de fleste af Texas' grænser er naturlige i form af floder. I Texas findes den sydligste del af den enorme prærie, der løber øst for Rocky Mountains og ender ved den mexicanske bjergkæde Sierra Madre Oriental. Da Texas ligger fjernt fra en pladetektonisk kant, er der ingen vulkaner og kun få jordskælv, og disse forekommer hovedsageligt i det lidet befolkede område Big Bend ved den vestlige grænse mod Mexico.
Da Texas er en meget stor delstat, befinder den sig i indtil flere forskellige klimazoner, og det er derfor svært at give et overordnet billede af klimaet. Den gennemsnitlige årlige nedbør er f.eks. på 1500 mm i Orange stillet overfor kun 20 mm i El Paso. I nord falder der sne om vinteren, og statens maksimumstemperaturer varierer fra 27-38 °C. Tordenvejr er ganske normalt især i nord og øst, og Texas er den delstat, der har det højeste årlige antal tornadoer (ca. 139). De rammer især den nordlige halvdel af staten fra april til juli. Big Bend-området går i reglen fri af tornadoerne.
Texas har i alt 254 amter — det højeste antal blandt USA's delstater.

## Økonomi
I 2005 havde Texas et bruttodelstatsprodukt på 982,4 milliarder $, det næsthøjeste efter Californien. Væksten i Texas tilskrives de gode jobmuligheder, de billige huspriser, der selv i de populære områder stiger langtfra ligeså eksplosivt som i tilsvarende områder i andre delstater, lav skat og begrænset regulering af virksomheder, den geografiske placering i midten af landet, begrænset regeringsindflydelse, dejligt klima i store dele af delstaten og umådelige reserver af olie og gas. Fordelt over hele delstaten findes i undergrunden beviseligt 4,6 milliarder tønder olie.
Indtil olie-boomet var Texas' vigtigste industrigren som i mange andre sydstater, bomuldsfarme, men andet landbrug og kvægproduktion var også vigtigt. Efter 2. verdenskrig rykkede industrialiseringen for alvor ind, og nu hviler økonomien, foruden på olie og gas og til dels landbrug, på informationsteknologien.
Informationsteknologien er sammen med luft-/rumfarts- og forsvarsindustrien koncentreret i et af delstatens to store, økonomiske centre, verdensbyen Dallas, der desuden er mikrochippens fødeby. Det andet centrum, Houston, er hjemsted for petrokemisk og biomedicinsk forskning og er globalt set førende inden for energiindustri. Også El Paso, Eagle Pass og Laredo er af geografiske årsager vigtige økonomiske nøglebyer. Det skyldes deres placering på den mexicanske grænse og den dertil hørende handel.
I byen College Station, Brazos County, 135 km nordvest for Houston, ligger hovedafdelingen for Texas Agricultural and Mechanical University. Det er et af delstatens seks uafhængige universiteter. Universitetet skaber mange arbejdspladser i Texas, bl.a. gennem forskning.
Siden 2003 er adskillige fonde blevet oprettet for at sætte den økonomiske udvikling i gang blandt andre Texas Emerging Technology Fund, der skal investere penge i nyudviklede og fremspirende initiativer. Olieprisstigningen i 2005 har desuden medført, at mange olieborings- og behandlingsfirmaer er kommet stærkt igen. 
Dallas er den største by i USA inde i landet, og dens succes til trods for, at den er fuldstændig afskåret fra havet, skyldes, at den altid har været et vigtigt center for bomuld og olie og derfor er blevet knudepunkt for talrige jernbaner og en heksekedel af finanseventyr. I 2006, da virksomheden Fluor (petrokemi, bioteknologi etc.) flyttede fra Californien til Texas, blev Texas den delstat, der har flest Fortune 500 (liste over USA's 500 mest rige firmaer) firmahovedkvarterer. Denne flytning resulterede nemlig i, at de to stater "byttede", så Texas, der før havde 55, nu har 56, hvor Californien nu kun har 55. 
Texas er også den delstat, der har den største internationale eksport: 117,2 milliarder $ i 2004, og regner man efter total last-volumen, var Houston havn i 2002 på verdensbasis den sjettestørste. Desuden kan texanerne bryste sig af, at Dallas/Fort Worth International Airport ifølge Air Cargo World skulle være den bedste godslufthavn i verden.
I Texas i Round Rock har bl.a. Dell sit hovedkvarter i et område, der kaldes Silicon Hills. Dette er endnu et eksempel på den konkurrence, de to sværvægtsstater Texas og Californien har kørende, for hvor San Francisco Bay’s Silicon Valley er den enes High Tech-fabriksområde, er Silicon Hills den andens.
Inden for landets egne grænser benyttes i forbindelse med turismefremelskende markedsføring af delstaten sloganet Texas: It's like a whole other country.® Det skyldes den ganske forskelligartede kultur, der findes i delstaten. Der er kraftige påvirkninger fra den mexicanske kultur, og også levn fra dengang delstaten var en selvstændig nation. Spansk kultur er storslået repræsenteret ved Texas' eneste seværdigheder på UNESCO's verdensarvsliste, San Antonio missionsstationerne. Texanerne er desuden stolte af deres store filmproduktion, der efter Californiens og New Yorks er den tredjestørste, og som måske ikke klarer sig i henseende til kvalitet, men i hvert fald i hårde tal: mere end 2,75 milliarder $ brugt på film og tv-produktioner de sidste 10 år.

## Transport
Texanere har historisk haft udfordringer med at krydse Texas grundet delstatens store størrelse og grove terræn. Delstaten har kompenseret ved at bygge både USA's længste motorvejs- og jernbanesystemer. 
Da delstaten ligger centralt i Nordamerika, er den et vigtigt transportknudepunkt. Fra Dallas/Fort Worth området kan lastbiler nå 93 % af USA's befolkning inden for 48 timer og 37 % inden for 24 timer.
Texas har 730 lufthavne, hvilket er det næsthøjeste antal i USA's delstater. Den største i Texas efter størrelse og antal passagerer er Dallas/Fort Worth International Airport (DFW). Målt på trafik er DFW den fjerdetravleste i USA og den sjettetravleste i verden. AMR Corporation's American / American Eagle, som er verdens tredjestørste luftfartsselskab efter antal passagerkilometer (efter Delta og United), bruger DFW som sit største og primære knudepunkt. Southwest Airlines, som har hovedkontor i Dallas, bruger i øjeblikket Dallas Love Field. Southwest Airlines er det selskab i USA, som transporterer flest passagerer indenrigs i USA og det selskab i verden, som transporterer det største antal passagerer.
Texas andenstørste lufthavn er Houstons George Bush Intercontinental Airport (IAH), som er knudepunkt for United Airlines - et af verdens største luftfartselskaber.

## Demografi
Befolkningen er koncentreret voldsomt i byerne, og meget af delstaten ligger egentlig nogenlunde øde hen. I sydøst ved kysten ligger den største by Houston, i nordøst er det Dallas-Fort Worth, og centralt ligger hovedstaden Austin og lidt syd for San Antonio.
Fra 2007 har delstaten en befolkning beregnet til 23,9 millioner. Det var en stigning på 396.597 (1,7 %) fra året før og en stigning på 3 millioner (14,3%) siden 2000. Den naturlige fødsels- og dødsforbundne befolkningsvækst er heraf 1.155.182 (1.948.398 fødsler minus 793.216 dødsfald), tilvækst som følge af immigration fra udlandet er på 663.161, og migration fra andre dele af landet 218.722.
I 1990'erne overhalede Texas’ befolkningstal New Yorks, og delstaten ligger nu som nr. to efter Californien. Kvinder udgør 50,4 % af Texas' befolkning. Folk fra de centrale delstater flytter til Texas for at finde job, og således har Kansas, Oklahoma, Missouri, Nebraska, North Dakota og South Dakota oplevet et brain drain, da uddannede flytter derfra for at finde godt arbejde i andre delstater.
Det meste af Øst-, Central- og Nordtexas er befolket af hvide protestanter, der hovedsageligt nedstammer fra britiske immigranter, men i det centrale er også en vis forekomst af 
de germanske texanere, der dominerer i syd. Afroamerikanerne, der i slavetiden udgjorde op imod en tredjedel af befolkningen, er koncentreret i metropol-områderne og i de dele af Østtexas, hvor bomuldsplantagerne var flest. Også den asiatisk-amerikanske befolkningsgruppe vokser støt i Texas.
De mange forskellige indvandrergruppers indflydelse overlever i bynavne, arkitektur, musik, kogekunst og meget andet og er med til at gøre Texas til en af de subkulturelt set mest varierede delstater, hvilket også er, hvad delstatens turistslogan sigter efter. 
I 2004 var der i Texas 3,5 millioner udenlandsk-fødte indbyggere (15,6 % af delstatens samlede befolkning), hvoraf ca. 1,2 millioner var illegale indvandrere (altså 5,4 % af delstatens samlede befolkning).
I Texas findes den næststørste population af hispanics blandt delstaterne i USA (igen har Californien den største), og denne befolkningsdel er koncentreret i Syd- og Vesttexas og i de store byer. Mere end en tredjedel af delstatens befolkning er af hispanic oprindelse (ordet hispanic bruges i USA om en bred vifte af etniske oprindelser, der har en forbindelse til Spanien eller de spansktalende dele af Latinamerika; mexicanere indgår her). En gruppe af disse kaldet Tejanos er af spansktalende slægt, der har levet i Texas fra før løsrivelsen fra Mexico i 1836, eller i det mindste i mange generationer. Den spansktalende del af befolkningen vokser støt som følge af illegal indvandring – især fra Mexico. Det er til dels denne voldsomme indvandring af folk, der søger arbejde (både nyuddannede amerikanere og illegale indvandrende hispanics), der gør, at Texas' befolknings aldersgennemsnit er lavere end gennemsnittet for USA generelt.
I august 2005 blev det slået fast af the United State Census, at Texas var blevet en minority-majority state, hvilket vil sige, at majoriteten af befolkningen ikke længere er den samme som nationens flertal. Man forudser, at hvis udviklingen fortsætter som nu, vil majoriteten i 2030 udgøres af hispanics.

## Kultur
Staten har været arnested for westernmusikken og blandingsgenren western swing og har i byen Austin et meget rigt musikliv. Variationen af bluesmusikken fra denne delstat er en guitarstil, hvor der spilles rytmisk på en enkelt dyb streng.
Houston er en af kun fire amerikanske byer med permanente kompagnier af de fem store udøvende kunstarter: Houston Grand Opera, Houston Symfoniorkester, Balletten i Houston og The Alley Theatre. Kendt for sin store population af skabende og udøvende kunstnere huser Houston teaterdistrikt - et 17 blokke stort areal i hjertet af Houston centrum - også det næststørste antal teatersæder i centrum i USA med 12.948 sæder til optrædener og 1.480 biografsæder.